# Sminthuridae
Famille
Les Sminthuridae (à ne pas confondre avec:  Sminthurididae, Börner, 1906) sont une famille de collemboles.
Elle comporte plus de 260 espèces dans 23 genres actuels et huit fossiles.

## Liste des genres
Selon Checklist of the Collembola of the World (version du 18 août 2019) :
- Sminthurinae Lubbock, 1862
  - Allacma Börner, 1906
  - Austrosminthurus Delamare Deboutteville & Massoud, 1963
  - Caprainea Dallai, 1970
  - Galeriella Curcic & Lucic, 2007
  - Janusius Bretfeld, 2010
  - Novokatianna Salmon, 1944
  - Pararrhopalites Bonet & Tellez, 1947
  - Richardsitas Betsch, 1975
  - Sminthurus Latreille, 1802
  - Spatulosminthurus Betsch & Betsch-Pinot, 1984
  - Temeritas Richards, 1963
  - † Archeallacma Sánchez-García & Engel, 2016
  - † Brevimucronus Christiansen & Pike, 2002
  - † Grinnellia Christiansen & Nascimbene, 2006
  - † Katiannasminthurus Sánchez-García & Engel, 2016
  - † Mucrovirga Christiansen & Nascimbene, 2006
  - † Sminthurconus Christiansen & Nascimbene, 2006
  - † Sminthuricinus Christiansen & Nascimbene, 2006
- Songhaicinae Sánchez-García & Engel, 2016
  - Disparrhopalites Stach, 1956
  - Gisinurus Dallai, 1970
  - Songhaica Lasebikan, Betsch & Dallai 1980
  - Soqotrasminthurus Bretfeld, 2005
  - Varelasminthurus da Silva, Palacios-Vargas & Bellini, 2015
- Sphyrothecinae Betsch, 1980
  - Afrosminthurus Delamare Deboutteville & Massoud, 1964
  - Lipothrix Börner, 1906
  - Neosminthurus Mills, 1934
  - Paralipothrix Bretfeld, 1999
  - Parasphyrotheca Salmon, 1951
  - Sphyrotheca Börner, 1906
  - Szeptyckitheca Betsch & Weiner, 2009
  - † Sphyrotheciscus Sánchez-García & Engel, 2016

## Publication originale
- Lubbock, 1862 : Notes on the Thysanura. Part II. Transactions of the Linnean Society of London, vol. 23, no 3, p. 589-601.